# مؤسسه فرهنگی دارالزهرا

دارالزهرای ولنجک

موسسه فرهنگی دارالزهرا یکی از مراکز مذهبی متعلق به اصلاح طلبان ایران است. پس از جلوگیری از برگزاری بسیاری از اجتماعات اصلاح طلبان در ماه رمضان سال ۱۳۸۸، برنامه‌های شبهای قدر در این مرکز برگزار شد. این مرکز در ولنجک تهران قرار دارد.
دارالزهرا پس از انتخابات ریاست جمهوری ۱۳۸۸ ایران، محل برگزاری دعای کمیل اعضای جنبش سبز بود که با دستگیری حسین نورانی نژاد، هماهنگ کنندهٔ این برنامه‌ها و نیز مهدی اقبال که خواننده دعای کمیل بود، مدتی از فعالیتش کاسته شد تا در ایام محرم دوباره آمادهٔ اجرای برنامه‌های عزاداری شد.
برنامه‌های محرم سال ۸۹ این حسینیه نیز با هجوم نیروهای امنیتی و انتظامی تعطیل شد. این تعطیلی که با مخالفت شدید تولیت حسینیه (علی‌اکبر محتشمی‌پور) همراه بود، در نهایت منجر به انتشار نامه رسمی وی به مراجع و رنجنامه خادمین دارالزهرا گردید.
در ادامه نیز خانم فخرالسادات محتشمی‌پور در شب عاشورای ۸۹ نامه‌ای خطاب به دادستان تهران انتشار داد که از بسته شدن درب‌های حسینیه دارالزهرا و استقرار نیروهای انتظامی به عنوان یک حرکت ضد عاشورایی ذکر نمود.